# Amira Sartani
Amira Sartani (hebr.: אמירה סרטני, ur. 17 listopada 1931 w Merchawji) – izraelska polityk, w latach 1984–1988 poseł do Knesetu.

## Życiorys
Urodziła się 17 listopada 1931 w kibucu Merchawja, w ówczesnym Brytyjskim Mandacie Palestyny.
Ukończyła seminarium nauczycielskie, a następnie socjologię i politologię na Uniwersytecie Telawiwskim.
Od 1974 była komitecie centralnym Mapam, w lartach 1976–1984 kierowała departamentem kobiet w tej lewicowej partii, była także przedstawicielką ugrupowania w kobiecej organizacji Na’amat, związanej z ruchem syjonizmu socjalistycznego. W latach 1978–1984 zasiadała w kierownictwie Histadrutu.
W wyborach parlamentarnych w 1984 dostała się do izraelskiego parlamentu z listy Koalicji Pracy. W jedenastym Knesecie zasiadała w komisji edukacji i kultury. 22 października 1984 wraz z Elazarem Granotem, Chajką Grossman, Ja’irem Cabanem, Wiktorem Szem-Towem i Muhammadem Watadem opuściła Koalicję Pracy zakładając frakcję Mapam i pozostała w niej do końca kadencji. 
W wyborach w 1988 utraciła miejsce w parlamencie.